# Zepar
Zepar – w tradycji okultystycznej, demon, książę piekła. Rozporządza 26, a według Dictionnaire Infernal 28  legionami duchów piekielnych. W Sztuce Goecji jest szesnastym, a w Pseudomonarchii Daemonum dziewiętnastym duchem.

## Wdemonologii
By go przywołać i podporządkować potrzebna jest jego pieczęć, która według Sztuki Goecji powinna być zrobiona z miedzi.
Potrafi rozpalić miłość kobiet do mężczyzn, jak również może on podtrzymać to uczucie. Sprawia, że dane osoby odkochają się w sobie. Wzbudza u ludzi złe uczucia.
Przedstawiany jest jako czerwona postać. Ma na sobie zbroję, przez co przypomina żołnierza, wojownika.